# روماس لباسلر
روماس لباسلر (انگلیسی: Romas Dressler؛ زادهٔ ۱۶ اکتبر ۱۹۸۷) بازیکن فوتبال اهل آلمان است.
از باشگاه‌هایی که در آن بازی کرده‌است می‌توان به البیا کالچو ۱۹۰۵، باشگاه فوتبال یان رگنسبورگ، و باشگاه فوتبال کمنیتس اشاره کرد.